# Lista de deputados estaduais do Rio Grande do Sul da 53.ª legislatura
Esta é uma lista de deputados estaduais do Rio Grande do Sul. São relacionados o nome civil dos parlamentares que assumiram o cargo em 1 de fevereiro de 2011, cujo mandato expirou em 1 de fevereiro de 2015.

## Composição das bancadas
| Partido | Líder            | Bancada | Posição      |
| ------- | ---------------- | ------- | ------------ |
| PT      | Adão Villaverde  | 14 / 55 | Governo      |
| PMDB    | Márcio Biolchi   | 9 / 55  | Oposição     |
| PP      | Silvana Covatti  | 7 / 55  | Oposição     |
| PDT     | Ciro Simoni      | 7 / 55  | Oposição     |
| PSDB    | Zilá Breitenbach | 5 / 55  | Oposição     |
| PTB     | Ronaldo Santini  | 5 / 55  | Governo      |
| PSB     | Heitor Schuch    | 3 / 55  | Governo      |
| PPS     | Luciano Azevedo  | 2 / 55  | Independente |
| DEM     | Paulo Borges     | 1 / 55  | Oposição     |
| PCdoB   | Raul Carrion     | 1 / 55  | Governo      |
| PRB     | Carlos Gomes     | 1 / 55  | Independente |

## Deputados estaduais
Considere-se a possibilidade de os deputados listados estarem no exercício do mandato na qualidade de "suplentes", por licença do titular.
Foram 55 deputados estaduais eleitos no Rio Grande do Sul.
| Candidato                 | Número | Coligação                                                | Votos  | Porcentagem |
| ------------------------- | ------ | -------------------------------------------------------- | ------ | ----------- |
| Silvana Covatti PP        | 11111  | Sem Coligação                                            | 85.604 | 1,38%       |
| Marco Alba PMDB           | 15234  | Juntos Pelo Rio Grande I PMDB e PSDC.                    | 82.269 | 1,32%       |
| Pedro Westphalen PP       | 11233  | Sem Coligação                                            | 72.910 | 1,17%       |
| Edegar Pretto PT          | 13655  | Sem Coligação                                            | 69.233 | 1,11%       |
| Lucas Redecker PSDB       | 45111  | Grande Rio Grande PRB, PSL, PSC, PPS, PHS, PSDB e PTdoB. | 69.043 | 1,11%       |
| Edson Brum PMDB           | 15200  | Juntos Pelo Rio Grande I PMDB e PSDC.                    | 67.397 | 1,08%       |
| Heitor Schuch PSB         | 40125  | Unidade Pelo Rio Grande PR, PSB e PCdoB.                 | 66.591 | 1,07%       |
| Raul Pont PT              | 13400  | Sem Coligação                                            | 65.430 | 1,05%       |
| Mainardi PT               | 13555  | Sem Coligação                                            | 64.375 | 1,03%       |
| Valdeci Oliveira PT       | 13713  | Sem Coligação                                            | 64.163 | 1,03%       |
| Márcio Biolchi PMDB       | 15500  | Juntos Pelo Rio Grande I PMDB e PSDC.                    | 63.932 | 1,03%       |
| Paulo Odone PPS           | 23023  | Grande Rio Grande PRB, PSL, PSC, PPS, PHS, PSDB e PTdoB. | 63.919 | 1,03%       |
| Juliana Brizola PDT       | 12001  | Coligação: PDT e PTN.                                    | 61.305 | 0,98%       |
| Luciano Azevedo PPS       | 23200  | Grande Rio Grande PRB, PSL, PSC, PPS, PHS, PSDB e PTdoB. | 59.466 | 0,96%       |
| Carlos Gomes PRB          | 10300  | Grande Rio Grande PRB, PSL, PSC, PPS, PHS, PSDB e PTdoB. | 59.144 | 0,95%       |
| Luís Augusto Lara PTB     | 14789  | Sem Coligação                                            | 57.936 | 0,93%       |
| Giovani Feltes PMDB       | 15415  | Juntos Pelo Rio Grande I PMDB e PSDC.                    | 55.276 | 0,89%       |
| Gilberto Capoani PMDB     | 15160  | Juntos Pelo Rio Grande I PMDB e PSDC.                    | 53.050 | 0,85%       |
| Sossella PDT              | 12333  | Coligação: PDT e PTN.                                    | 49.510 | 0,80%       |
| Adolfo Brito PP           | 11240  | Sem Coligação                                            | 48.422 | 0,78%       |
| Stela Farias PT           | 13113  | Sem Coligação                                            | 48.070 | 0,77%       |
| Adão Villaverde PT        | 13013  | Sem Coligação                                            | 47.758 | 0,77%       |
| Daniel Bordignon PT       | 13010  | Sem Coligação                                            | 46.828 | 0,75%       |
| Luis Lauermann PT         | 13003  | Sem Coligação                                            | 46.541 | 0,75%       |
| Frederico Antunes PP      | 11122  | Sem Coligação                                            | 46.537 | 0,75%       |
| Gerson Burmann PDT        | 12312  | Coligação: PDT e PTN.                                    | 46.363 | 0,74%       |
| Classmann PTB             | 14200  | Sem Coligação                                            | 46.252 | 0,74%       |
| Alexandre Postal PMDB     | 15150  | Juntos Pelo Rio Grande I PMDB e PSDC.                    | 45.631 | 0,73%       |
| Miriam Marroni PT         | 13631  | Sem Coligação                                            | 45.450 | 0,73%       |
| Fixinha PP                | 11112  | Sem Coligação                                            | 44.798 | 0,72%       |
| Marisa Formolo PT         | 13123  | Sem Coligação                                            | 43.860 | 0,70%       |
| Altemir Tortelli PT       | 13030  | Sem Coligação                                            | 43.484 | 0,70%       |
| Adroaldo Loureiro PDT     | 12412  | Coligação: PDT e PTN.                                    | 43.266 | 0,70%       |
| Alceu Barbosa Velho PDT   | 12789  | Coligação: PDT e PTN.                                    | 43.120 | 0,69%       |
| Chicão PP                 | 11444  | Sem Coligação                                            | 43.012 | 0,69%       |
| Mano Changes PP           | 11013  | Sem Coligação                                            | 42.220 | 0,68%       |
| Maria Helena Sartori PMDB | 15140  | Juntos Pelo Rio Grande I PMDB e PSDC.                    | 38.958 | 0,63%       |
| Alexandre Lindenmeyer PT  | 13131  | Sem Coligação                                            | 38.740 | 0,62%       |
| Ana Affonso PT            | 13813  | Sem Coligação                                            | 38.525 | 0,62%       |
| Pedro Pereira PSDB        | 45600  | Grande Rio Grande PRB, PSL, PSC, PPS, PHS, PSDB e PTdoB. | 38.268 | 0,61%       |
| Álvaro Boessio PMDB       | 15170  | Juntos Pelo Rio Grande I PMDB e PSDC.                    | 37.971 | 0,61%       |
| Nelsinho Metalúrgico PT   | 13630  | Sem Coligação                                            | 37.483 | 0,60%       |
| Paulo Borges DEM          | 25000  | Sem Coligação                                            | 36.751 | 0,59%       |
| Adilson Troca PSDB        | 45123  | Grande Rio Grande PRB, PSL, PSC, PPS, PHS, PSDB e PTdoB. | 36.611 | 0,59%       |
| Dr. Basegio PDT           | 12456  | Coligação: PDT e PTN.                                    | 36.071 | 0,58%       |
| Ciro Simoni PDT           | 12233  | Coligação: PDT e PTN.                                    | 35.477 | 0,57%       |
| Miki Breier PSB           | 40400  | Unidade Pelo Rio Grande PR, PSB e PCdoB.                 | 35.457 | 0,57%       |
| Ronaldo Santini PTB       | 14470  | Sem Coligação                                            | 35.029 | 0,56%       |
| Raul Carrion PCdoB        | 65123  | Unidade Pelo Rio Grande PR, PSB e PCdoB.                 | 34.791 | 0,56%       |
| Zilá Breitenbach PSDB     | 45345  | Grande Rio Grande PRB, PSL, PSC, PPS, PHS, PSDB e PTdoB. | 34.676 | 0,56%       |
| Jorge Pozzobom PSDB       | 45678  | Grande Rio Grande PRB, PSL, PSC, PPS, PHS, PSDB e PTdoB. | 33.474 | 0,54%       |
| Marcelo Moraes PTB        | 14114  | Sem Coligação                                            | 32.535 | 0,52%       |
| Sperotto PTB              | 14714  | Sem Coligação                                            | 32.458 | 0,52%       |
| Catarina Paladini PSB     | 40040  | Unidade Pelo Rio Grande PR, PSB e PCdoB.                 | 32.035 | 0,51%       |
| Cassiá Carpes PTB         | 14000  | Sem Coligação                                            | 30.817 | 0,50%       |

Obs.: A tabela acima mostra somente os candidatos eleitos.
Fonte: